# Прва посланица Коринћанима
Прва посланица Коринћанима је једна од књига Новог завета. По реду је друга посланица у Новом завету и налази се после посланице Римљанима.
Писац посланице је Свети апостол Павле. Написана је педесетих година првога века и упућена је хришћанима у Коринту. Посланица је препуна моралних и догматских поука, и одговора на проблеме и приговоре хришћана у Коринту. Хришћани у Коринту били су веома слабог морала и чинили су ствари које им нису приличиле. Између себе су били раздељени. Зато их Апостол Павле позива на јединство, које је у Христу, изобличава их и објашњава им ствари које им нису биле јасне.
Изложене су мисли које ће утемељити најбитније одлике јуродства (1. Кор. 1, 18-21, 27-28; 2, 16; 3, 18-19; 4, 10).
Прва посланица Коринћанима показује чињеницу да хришћани прве цркве нису били сви светитељи и да у раној цркви није било мање проблема него што их има данас.